# Peetz
Peetz é uma cidade  localizada no estado americano de Colorado, no Condado de Logan.

## Demografia
Segundo o censo americano de 2000, a sua população era de 227 habitantes.
Em 2006, foi estimada uma população de 224, um decréscimo de 3 (-1.3%).

## Geografia
De acordo com o United States Census Bureau tem uma área de
0,5 km², dos quais 0,5 km² cobertos por terra e 0,0 km² cobertos por água. Peetz localiza-se a aproximadamente 1352 m acima do nível do mar.

## Localidades na vizinhança
O diagrama seguinte representa as localidades num raio de 40 km ao redor de Peetz.